# Cancer bronchique provoqué par l'amiante
Cet article décrit les critères administratifs pour qu'un cancer bronchique soit reconnu comme maladie professionnelle.
Ce sujet relève du domaine de la législation sur la protection sociale et a un caractère davantage juridique que médical. Pour la description clinique de la maladie se reporter à l'article suivant :

## Législation enFrance

### Régime général
| Fiche Maladie Professionnelle | Fiche Maladie Professionnelle | Fiche Maladie Professionnelle |
| Ce tableau définit les critères à prendre en compte pour que le cancer bronchique provoqué par l'inhalation de poussières d'amiante soit pris en charge au titre de la maladie professionnelle | Ce tableau définit les critères à prendre en compte pour que le cancer bronchique provoqué par l'inhalation de poussières d'amiante soit pris en charge au titre de la maladie professionnelle | Ce tableau définit les critères à prendre en compte pour que le cancer bronchique provoqué par l'inhalation de poussières d'amiante soit pris en charge au titre de la maladie professionnelle |
| Régime Général. Date de création : 28 août 1986 | Régime Général. Date de création : 28 août 1986 | Régime Général. Date de création : 28 août 1986 |
| Tableau no 30 bis RG | Tableau no 30 bis RG | Tableau no 30 bis RG |
| Cancer broncho-pulmonaire provoqué par l'inhalation de poussières d'amiante | Cancer broncho-pulmonaire provoqué par l'inhalation de poussières d'amiante | Cancer broncho-pulmonaire provoqué par l'inhalation de poussières d'amiante |
| --- | --- | --- |
| Désignation des Maladies | Délai de prise en charge | Liste limitative des principaux travaux susceptibles de provoquer ces maladies |
| Cancer broncho-pulmonaire primitif | 40 ans (sous réserve d’une durée d’exposition de 10 ans) | Travaux directement associés à la production des matériaux contenant de l'amiante. Travaux nécessitant l'utilisation d'amiante en vrac. |
| | | Travaux d'isolation utilisant des matériaux contenant de l'amiante. Travaux de retrait d'amiante. Travaux de pose et de dépose de matériaux isolants à base d'amiante. Travaux de construction et de réparation navale. Travaux d'usinage, de découpe et de ponçage de matériaux contenant de l'amiante. Fabrication de matériels de friction. Travaux d'entretien ou de maintenance effectués sur des équipements contenant des matériaux à base d'amiante. |
| Date de mise à jour : | | |

### Régime agricole
| Fiche Maladie Professionnelle | Fiche Maladie Professionnelle | Fiche Maladie Professionnelle |
| Ce tableau définit les critères à prendre en compte pour que le cancer bronchique provoqué par l'inhalation de poussières d'amiante soit pris en charge au titre de la maladie professionnelle | Ce tableau définit les critères à prendre en compte pour que le cancer bronchique provoqué par l'inhalation de poussières d'amiante soit pris en charge au titre de la maladie professionnelle | Ce tableau définit les critères à prendre en compte pour que le cancer bronchique provoqué par l'inhalation de poussières d'amiante soit pris en charge au titre de la maladie professionnelle                                                                      |
| Régime Agricole. Date de création : 19 juin 1998 | Régime Agricole. Date de création : 19 juin 1998 | Régime Agricole. Date de création : 19 juin 1998 |
| Tableau no 47 bis RA | Tableau no 47 bis RA | Tableau no 47 bis RA |
| Cancer broncho-pulmonaire provoqué par l'inhalation de poussières d'amiante | Cancer broncho-pulmonaire provoqué par l'inhalation de poussières d'amiante | Cancer broncho-pulmonaire provoqué par l'inhalation de poussières d'amiante |
| --- | --- | --- |
| Désignation des Maladies | Délai de prise en charge | Liste indicative des principaux travaux susceptibles de provoquer ces maladies |
| Cancer broncho-pulmonaire primitif | 35 ans (sous réserve d’une durée d’exposition de 10 ans) | Travaux d'isolation utilisant des matériaux contenant de l'amiante. Travaux de retrait de l'amiante. |
| | | Travaux de pose et de dépose de matériaux isolants à base d'amiante. Travaux d'usinage, de découpe et de ponçage de matériaux contenant de l'amiante. Travaux d'entretien ou de maintenance effectués sur des équipements contenant des matériaux à base d'amiante. |
| Date de mise à jour : | | |

## Sources spécifiques
- (fr) Tableau N° 30 Bis des maladies professionnelles du régime Général
- (fr) Tableau N° 47 Bis des maladies professionnelles du régime Agricole

## Sources générales
- (fr) Tableaux du régime Général sur le site de l’AIMT
- (fr) Tous les tableaux du régime Général
- (fr) Tous les tableaux du régime Agricole
- (fr) Guide des maladies professionnelles sur le site de l’INRS

## Autres liens
- (fr) Maladies à caractère professionnel

## Internationalisation
- (fr) Liste Européenne des maladies professionnelles
- (fr) Liste des maladies professionnelles au Sénégal
- (fr) Liste des maladies professionnelles en Tunisie